# Юрай Далматинець
Джорджо Орсіні (хорв. Juraj Dalmatinac, італ. Giorgio Orsini, лат. Georgius Dalamaticus, 1410, Задар — †10 листопада, 1475, Шибеник), також відомий як Джорджо да Себеніко, тобто Джорджо з Шибеника) — середньовічний архітектор, містобудівник і скульптор хорватського походження.

## Життепис
Юрай Далматинець народився в Задарі на початку XV століття. У цей час більша частина далматинського узбережжя перейшла під контроль Венеції, що викликало бурхливий розвиток прибережних міст. Далматінац був найпомітнішим з цілої плеяди зодчих та скульпторів, які зробили свій внесок у справу будівництва нових палаців, храмів, створення скульптурних шедеврів, що входять у багату культурну спадщину Далмації й Хорватії в цілому.
Населення прибережних міст в той час було змішаним романсько-слов'янськом; освічені люди, у тому числі й слов'янського походження, були тісно пов'язані з італійською культурою — сам Юрай Далматинець, зокрема, за життя був відомий винятково як Джорджо Орсіні. Як і більшість видатних середньовічних людей з Далмації, що жили на стику двох культур, Юрая Далматинця нині шанують як свого співвітчизника і в Хорватії, і в Італії.

## Собор святого Якова
Головним шедевром Юрая Далматинця вважається уславлений собор св. Якова в Шибенику, що входить у список світової культурної спадщини ЮНЕСКО. Спеціально для будівництва цього собору Далматинець винайшов особливий метод кладки кам'яних плит, що дозволив йому звести прекрасний собор цілком з каменю, без єдиної цеглини або дерев'яної балки. Для прикраси собору майстер також створив 74 скульптури, що зображують його сучасників. Поряд із собором св. Якова нині встановлений пам'ятник його будівничому.
Іншим відомим зразком скульптурного таланту Юрая Далматинця є різьблений кам'яний вівтар собору св. Дуе у Спліті.

## Містобудівник
Далматинець проявив себе і як містобудівник, зокрема за його кресленнями здійснювались будівництво міста Пага на однойменному острові і перебудова фортеці Дубровника.
Єдиною спадщиною майстра за межами Далмації стали його роботи у місті Анконі в Італії — палац Мерканті і портал церкви св. Франциска.

## Смерть
Помер Далматинець у Шибенику в 1473 році.

## Галерея

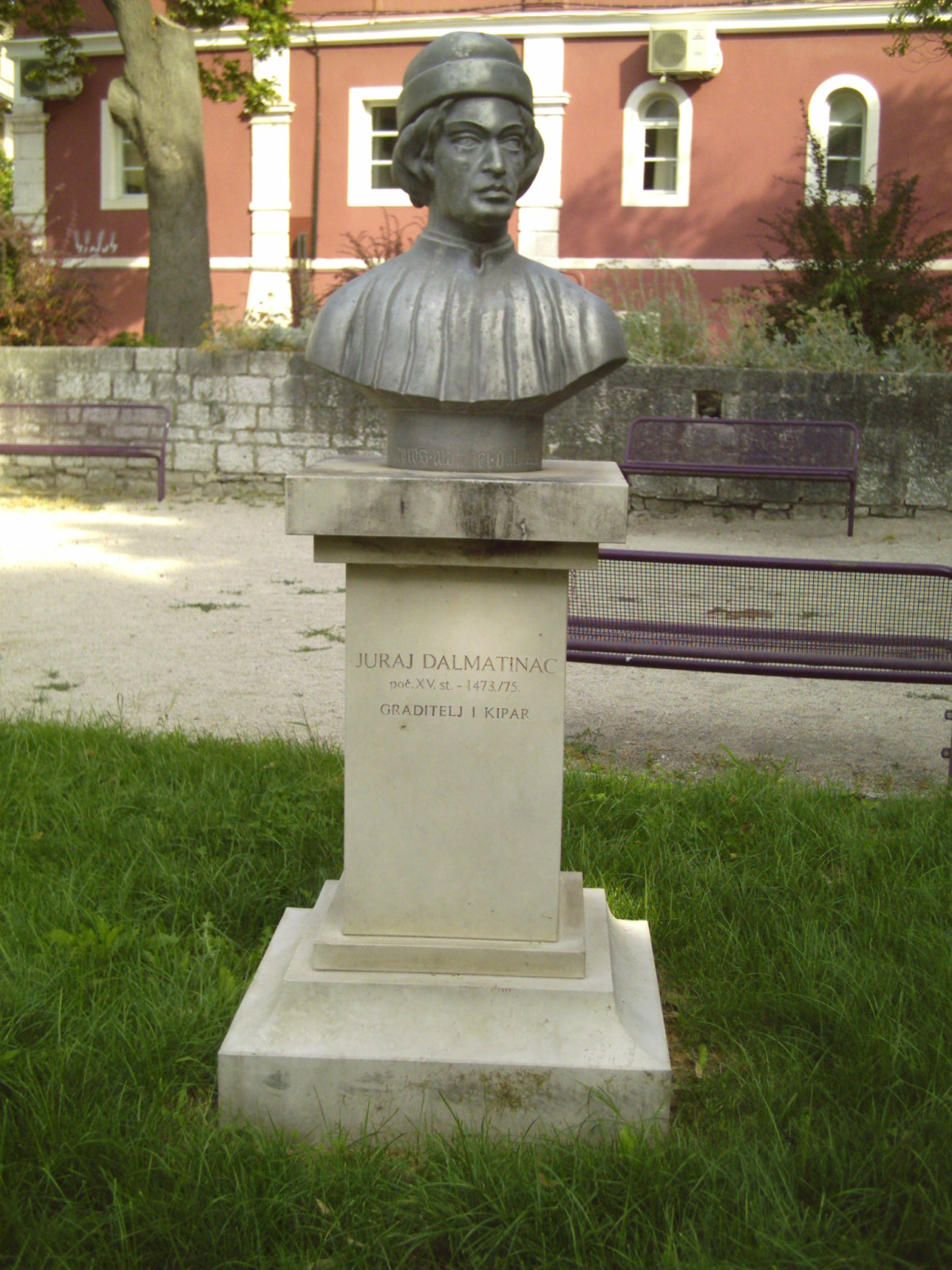
Погруддя Юрая Далматинаца
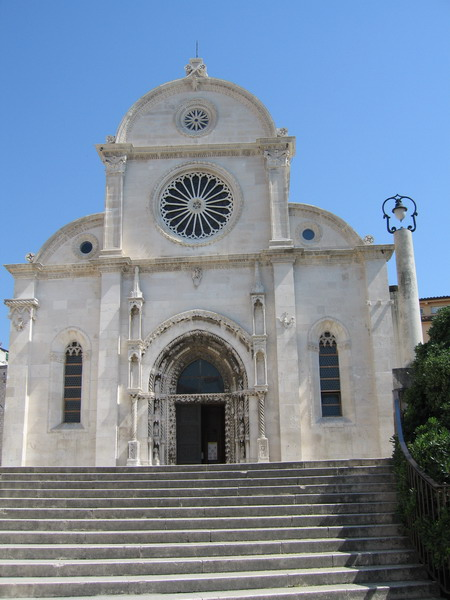
Собор Св. Якова, Шибеник
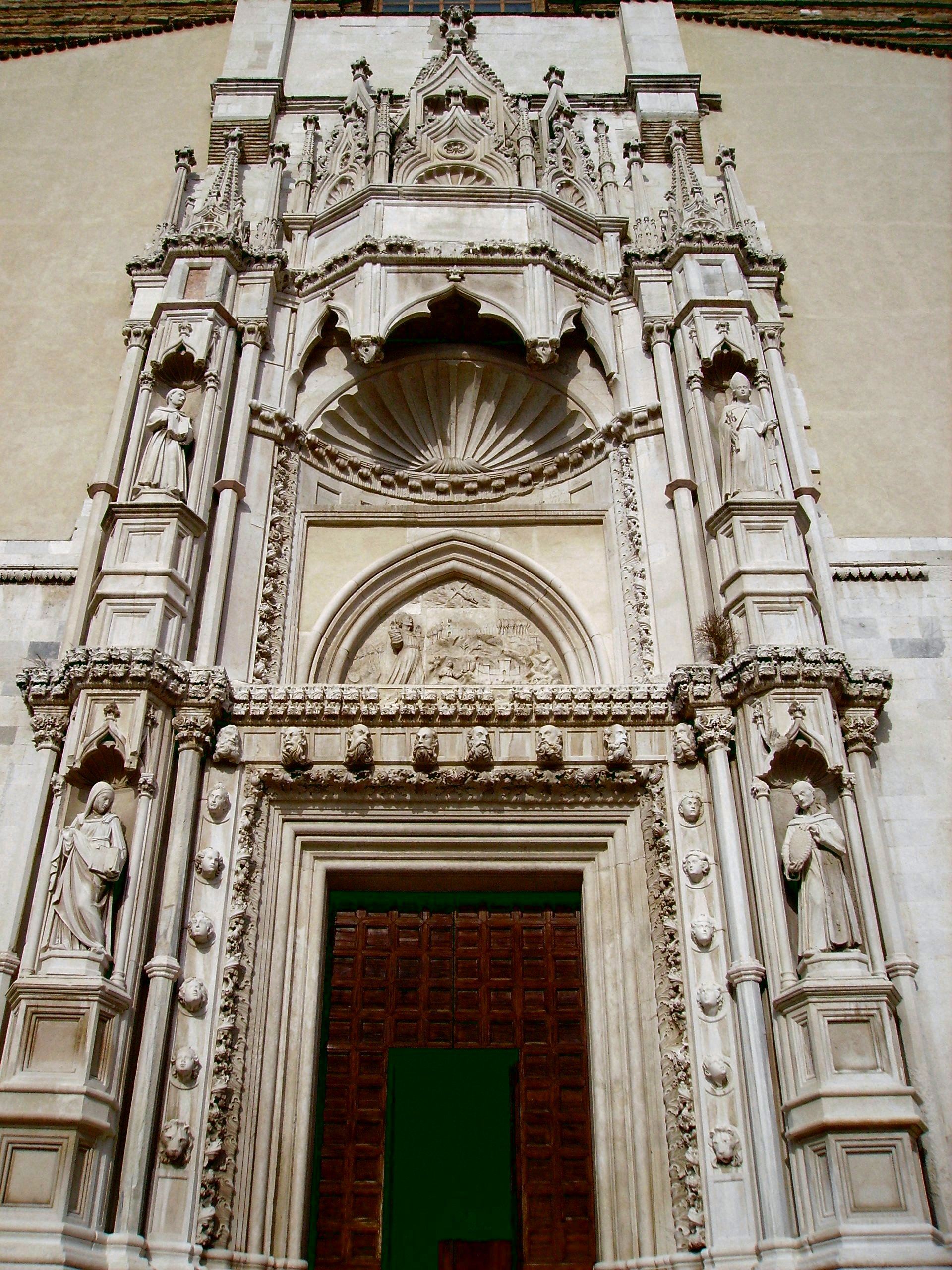
Портал церкви Св. Франциска, Анкона
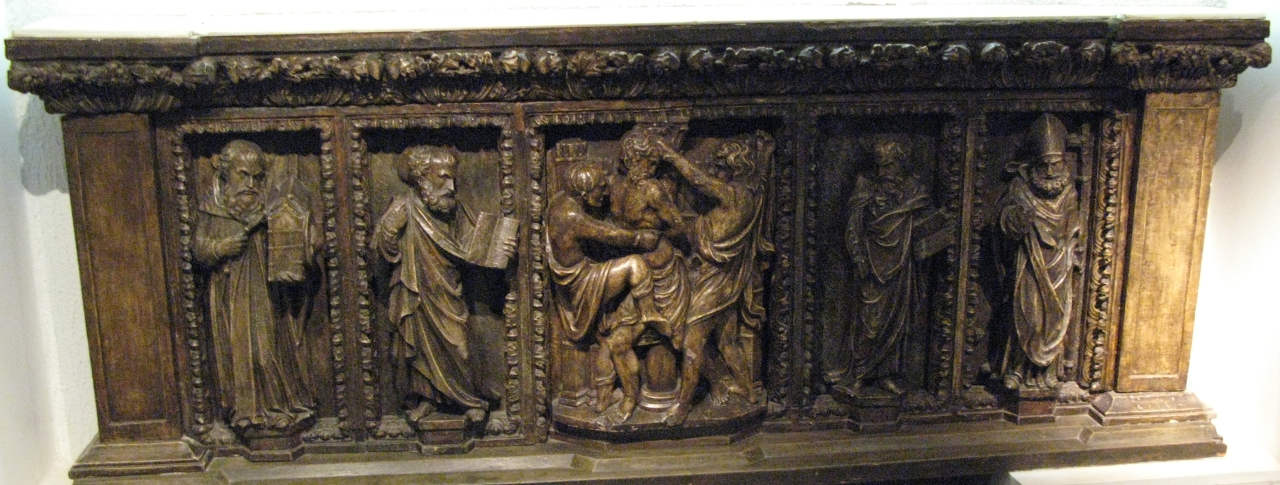
Вівтар св. Анастасія, Собор св. Дує, Спліт